# Shen of the Sea
Shen of the Sea est un recueil d'histoires courtes écrites par Arthur Bowie Chrisman. Il a été publié pour la première fois par Dutton en 1925 et illustré par plus de 50 silhouettes dessinées par Else Hasselriis (1878-1953). Chrisman a remporté la médaille Newbery de 1926 pour son œuvre, prix qui reconnait son travail comme la « contribution la plus remarquable de l'année précédente à la littérature américaine pour enfants »,.

## Présentation
La page de titre originale montre le sous-titre A Book for Children (Un livre pour les enfants) et une des premières jaquettes indique Chinese Stories for Children (Histoires chinoises pour les enfants). Les deux sous-titres ont été utilisés pour les éditions ultérieures.
Les 16 histoires originales de Chrisman sont écrites dans le style des contes folkloriques chinois humoristiques. L'histoire du titre raconte l'histoire d'un roi qui cherche à piéger des démons de l'eau afin de sauver sa ville d'une inondation. D'autres contes relatent l'origine de plusieurs objets comme les baguettes, la poudre à canon, le cerf-volant ou la porcelaine.

## Récits
- Ah Mee's Invention (« L'Invention d'Ah Mee ») : sur l'invention de la presse à imprimer ;
- Shen of the Sea : une histoire où un roi trompe des démons pour sauver un royaume ;
- How Wise Were the Old Men : une histoire sur une prophétie et les rebondissements de la vie ;
- Chop-Sticks (« Baguettes ») : à propos de l'invention des baguettes ;
- Buy a Father (« Acheter un père ») : une histoire sur la moralité, principalement l'obéissance ;
- Four Generals (« Quatre Généraux ») : une histoire sur l'utilisation de l'ingéniosité ;
- The Rain King's Daughter (« La Fille du Roi de la Pluie ») : une histoire sur une jeune femme qui utilise son intelligence pour éviter une guerre ;
- Many Wives (« De nombreuses femmes ») : une histoire sur une belle jeune fille et un roi pas si brillant ;
- That Lazy Ah Fun : sur l'invention de la poudre à canon ;
- The Moon Maiden : une histoire d'amour ;
- Ah Tcha the Sleeper : une histoire sur le thé ;
- I Wish It Would Rain (« Je souhaite qu'il pleuve ») : une histoire sur une reine trop gâtée
- High as Han Hsin : sur l'invention du cerf-volant ;
- Contrary Chueh Chun : une histoire amusante sur un homme qui fait ou croit toujours le contraire ;
- Pies of the Princess (« Les tartes de la princesse ») : sur l'invention de la porcelaine de chine ;
- As Hai Low Kept House : une histoire amusante sur le suivi littéral des ordres et une série de circonstances malheureuses.

## Publication
Le recueil est traduit en août 2021 au Canada pour les pays francophones sous le titre : Shen de la mer: Histoires chinoises pour enfants.
- Arthur Bowie Chrisman (ill. Else Hasselriis), Shen de la mer: Histoires chinoises pour enfants, Independently published, août 2021, 184 p. (ISBN 979-8-4527-5165-6, OCLC 299415)

## Galerie

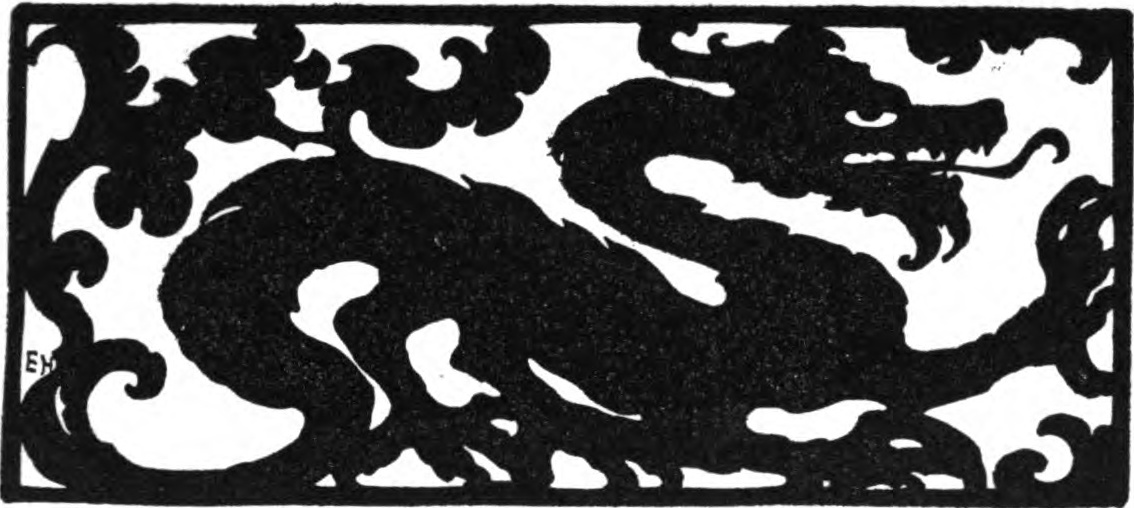
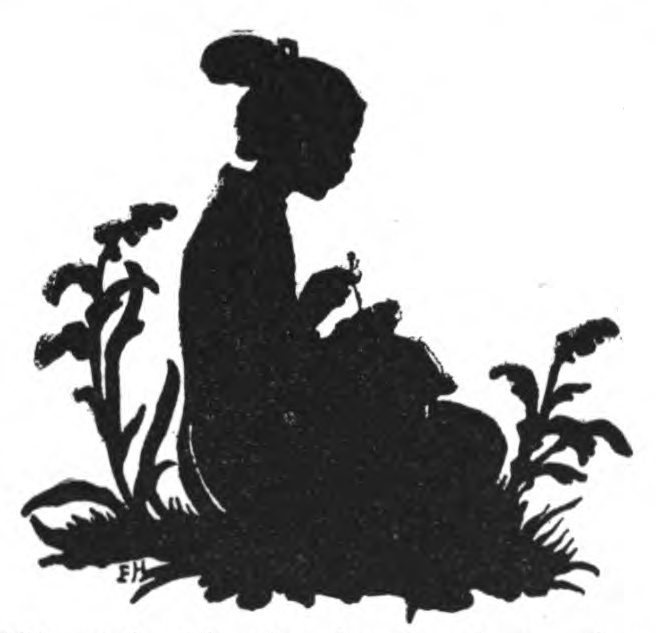
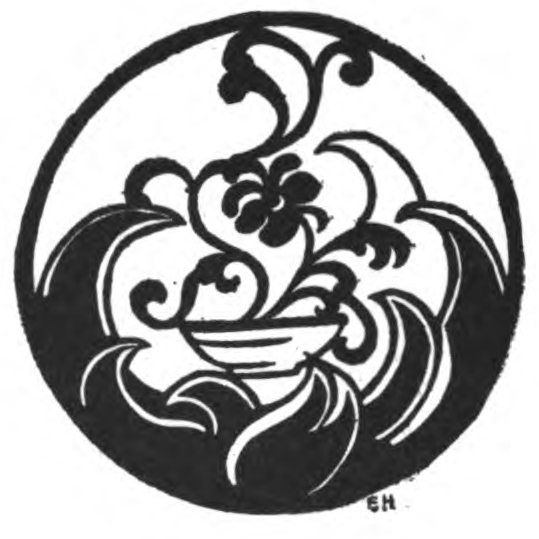
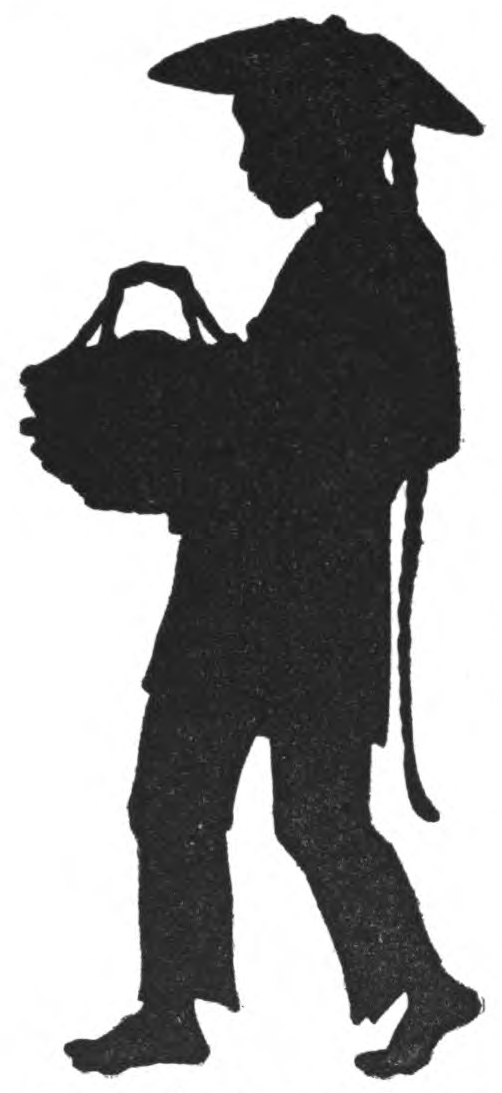
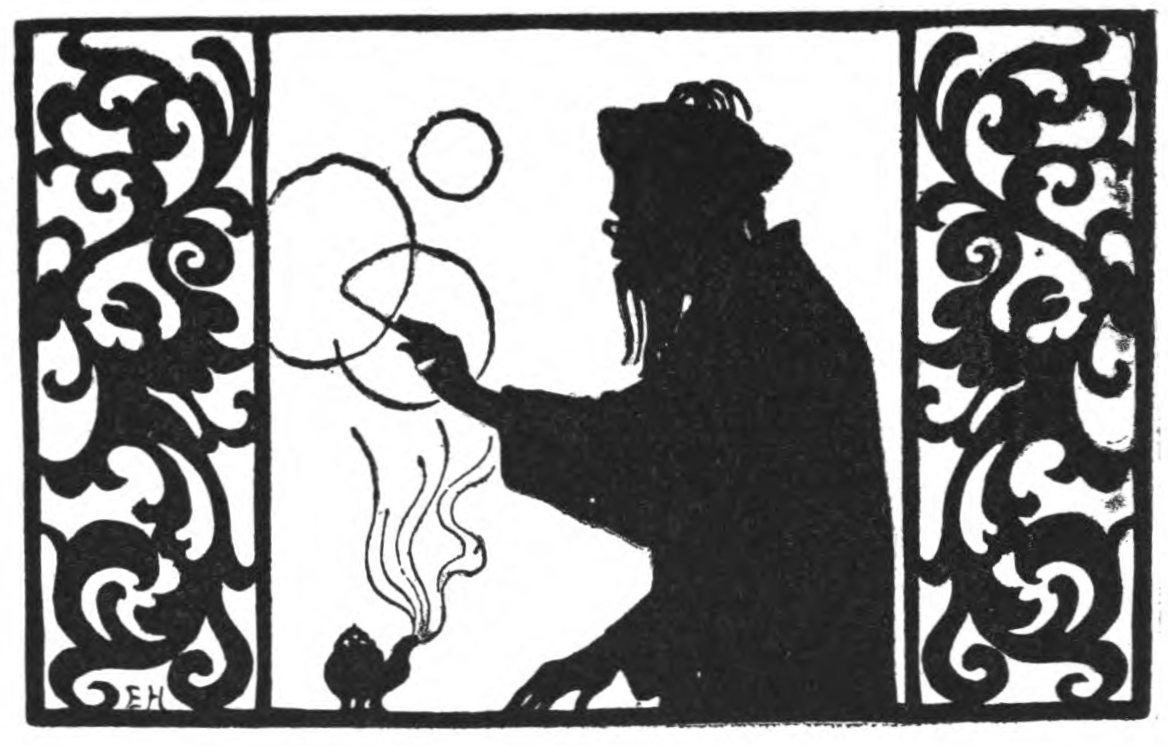